# قائمة البعثات الدبلوماسية في سيشيل

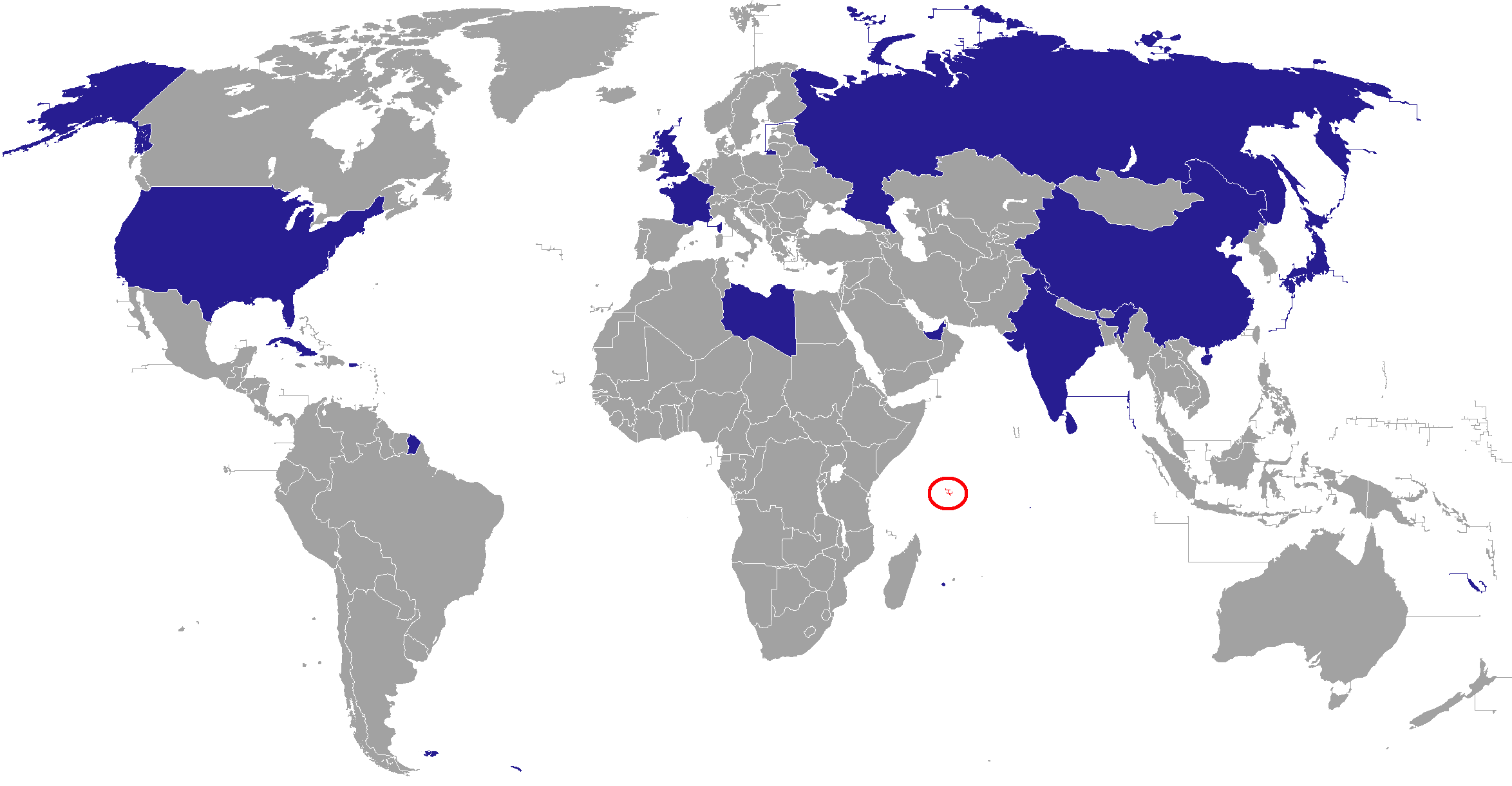
البعثات الدبلوماسية في سيشل

هذه "قائمة البعثات الدبلوماسية في سيشل. تستضيف عاصمة فيكتوريا (سيشل) 10 سفارات. العديد من البلدان الأخرى لديها سفراء معتمدين لدى سيشيل، مع وجود عدد كبير مقيم في نيروبي.

## السفارات/ العمولات العالية في فيكتوريا
| - الصين - كوبا - فرنسا - الهند - اليابان - ليبيا - روسيا - سريلانكا - الإمارات العربية المتحدة - المملكة المتحدة |

## السفارات غير المقيمة/ المفوضيات العليا المعتمدة لدى سيشيل
'مقيم في أديس أبابا، إثيوبيا' '
- جمهورية الكونغو
- جمهورية التشيك
- غينيا
- كوريا الشمالية
- سيراليون
- صربيا
- إسبانيا
- تونس

مقيمين فيأنتاناناريفو، مدغشقر
- الجزائر
- الكرسي الرسولي
- إندونيسيا
- إيران

مقيمين في دار السلام (تنزانيا)، تنزانيا
- أنغولا[1]
- البرازيل
- كندا
- إيرلندا[2]
- مالاوي
- اليمن
- النرويج
- فلسطين

مقيمين فينيروبي، كينيا
- الأرجنتين
- النمسا
- بلجيكا
- بلغاريا
- جمهورية الكونغو
- قبرص
- الدنمارك
- مصر
- إثيوبيا
- فنلندا
- ألمانيا
- اليونان
- العراق
- إسرائيل
- إيطاليا
- عُمان
- المكسيك
- المغرب
- هولندا
- نيجيريا
- الفلبين
- بولندا
- البرتغال
- سلوفاكيا
- السويد
- سويسرا
- تنزانيا
- تايلاند
- تركيا
- زيمبابوي
- زامبيا

مقيمين في نيودلهي، الهند
- أفغانستان
- كمبوديا
- آيسلندا
- لاوس
- قطر

مقيمين في بورت لويس، موريشيوس
- أستراليا
- بنغلادش[3]
- مدغشقر
- باكستان[4]
- جنوب إفريقيا
- الولايات المتحدة

مقيمين في بريتوريا، جنوب أفريقيا
- كرواتيا
- غانا
- كوريا الشمالية
- ليسوتو
- مالي
- موزمبيق
- باراغواي
- فنزويلا
- زمبابوي[5]

مقيم في مكان آخر 
- فيجي (أبو ظبي)
- الغابون (ليبرفيل)
- لبنان (ليبرفيل)
- جزر المالديف (كولومبو)
- ماليزيا (هراري)
- مالطا (فاليتا)
- الجمهورية العربية الصحراوية الديمقراطية (الجزائر (مدينة))
- السنغال (داكار)
- سنغافورة (سنغافورة)
- إسواتيني (مابوتو)
- فانواتو (كانبرا)
- فيتنام (مابوتو)